# フアード・マアスーム
ムハンマド・フアード・マアスーム（アラビア語: محمد فؤاد معصوم、1938年1月1日 - ）は、イラクの政治家。2014年から2018年まで同国の第7代大統領を務めた。クルド人のベテラン政治家で、2014年の国会議員選挙後に大統領に選出された。非アラブ系の大統領は前任のジャラル・タラバニに次いで2人目である。マァスームやマスームとも表記される。

## 生い立ち
アルビール県コヤ市で、フラーマーン地方のハバネン村出身の一家のもとに生まれた。18歳までイラクのクルディスタン地域のさまざまな宗教学校で学んだ後、バグダード大学で法学とシャリーアを修めた。1958年にはカイロに遊学し、アズハル大学で高等教育を修了した。1968年にバスラ大学教授の職を得て、1975年にはアズハル大学からイスラーム哲学の博士号を取得した。

## 政治家としての経歴

### 共産党時代
1962年、マアスームはイラク共産党に入党した。1964年にはシリアを訪れてシリア共産党書記のハーリド・バクダーシュと会談したが、その際のバクダーシュのクルド人に対する姿勢に幻滅し離党、クルディスタン民主党 (PDK) に加わった。

### クルディスタン民主党時代
1968年の時点で、マアスームはPDKのバスラ代表であった。クルド革命期にはカイロに移り、1975年まで当地の代表を務めた。

### クルディスタン愛国同盟時代
1976年、マアスームはクルディスタン愛国同盟 (PUK) の共同設立者に名を連ねた。1992年にはクルディスタンの初代首相に就任した。2003年の有志連合国によるイラク進攻後はクルディスタン代表団の一員としてバグダードに戻り、憲法制定委員会の委員となった。2010年には国民議会の初代議長となった。

### 大統領職
2014年、マアスームは国会でイラクの第7代大統領に選出された。大統領の選出投票でマアスームは211票を獲得した一方、2009年10月から2012年4月までクルド自治区の首相を務め、マアスームの最大のライバルとなったバルハム・サリフはわずか17票に留まった。次期大統領が選出されたとき、国際連合の潘基文事務総長はイラクを訪れ、ヌーリー・マーリキー首相とより包括的な政府の必要性について会談していた。マアスームはこの役職を受け入れ、大統領として負う彼自身の「重大な安全保障上、政治的、経済的な課題」について言及した。
8月26日、マアスームは新しい首相にハイダル・アル＝アバーディを任命したが 、マーリキーはこれを憲法違反であると主張した。マーリキーの持つ権力は衰えていたが、マーリキーは新首相の任命がイラク国外からもたらされた陰謀である以上、権力の座に留まることが自らの責務であると述べた。マーリキーはこの件を連邦裁判所に訴え出て、「国を守るため、最後まで主張を貫く」と断言した。しかし、世界各国の指導者や自らの政党のメンバーからかけられる圧力の高まりに直面して、2014年8月14日に退陣を表明し、アバディに首相職を明け渡した。

## 人物
ルナク・アブドゥルワヒードと結婚しており、シレーン（1969年生）、ジュワーン（1970年生）、ゾザーン（1977年生）、シーラーン（1980年生）、ヴェイアーン（1983年生）の5人の娘がいる。一人息子のショワーン（1973年 - 1988年）は病気のため夭折した。